# توتال ريكول (فلم 2012)
توتال ريكول (بالإنجليزية: Total Recall) هو فيلم دستوبيا وخيال علمي وحركة أمريكي 2012 من إخراج لين وايزمان وبطولة كولن فاريل وكيت بيكينسيل وجيسيكا بيل، وهو إعادة صنع للفيلم الذي ظهر في 1990 ويحمل نفس الاسم. حصد الفيلم عالمياً أكثر من 190 مليون دولار. تلقى الفيلم مراجعات من متوسطة إلى سلبية من قبل النقاد لكنه تلقى مديحاً لبعض الجوانب مثل مشاهد الحركة، بينما افتقاد الفيلم للفكاهة والمشاعر وتطور الشخصيات كان الأكثر انتقاداً.

## القصة
قصة الفيلم مقتبسة قليلاً من قصة قصيرة للكاتب فيليب ك. ديك، تدور حول شركة «ريكال» التي يمكن عبرها تحويل كافة الأحلام إلى حقائق ملموسة، يعمل في هذه الشركة عامل يدعى دوج كويد (كولن فاريل) زوج الجميلة لوري (كيت بيكنسيل) يقرر دوج الخضوع للجهاز الذي يمكنه من السفر بعقله بعيدا عن الواقع ويصبح جاسوسا ويكون فريقا مع المقاتلة المتمردة ميلينا (جيسيكا بيل)، الأمر الذي يوقع به في عدة مشاكل، أهمها جعله شخص مطارد دائما من قبل الشرطة التي يتزعمها فلوس (بريان كرانستون)، ومن هذا المنطلق يجد دوج نفسه مشتتا بين عالم الخيال والواقع جاهلا مصيره الحقيقي.

## طاقم التمثيل
- جيسيكا بيل
- كولن فاريل
- كيت بيكينسيل
- جون شو
- بيل ناي

## وصلات خارجية
- مقالات تستعمل روابط فنية بلا صلة مع ويكي بيانات